# Bopolu
Bopolu är en regionhuvudort i Liberia.   Den ligger i regionen Gbarpolu County, i den nordvästra delen av landet, 90 km norr om huvudstaden Monrovia. Bopolu ligger 179 meter över havet och antalet invånare är 2 908.
Terrängen runt Bopolu är kuperad norrut, men söderut är den platt. Runt Bopolu är det mycket glesbefolkat, med 2 invånare per kvadratkilometer. Det finns inga andra samhällen i närheten. I omgivningarna runt Bopolu växer i huvudsak städsegrön lövskog.